# Sânpetru Mare
Sânpetru Mare (in ungherese Nagyszentpéter, in tedesco Groß St. Peter, in serbo Велики Семпетар?, Veliki Sempetar) è un comune della Romania di 3337 abitanti, ubicato nel distretto di Timiș, nella regione storica del Banato. 
Il comune è formato dall'unione di 7 villaggi: Igriș e Sânpetru Mare.
Nel 2004 si è staccato da Sânpetru Mare il villaggio di Saravale, andato a formare un comune autonomo.